# Sint-Willibrorduskapel (Geijsteren)
De Sint-Willibrorduskapel te Geijsteren is een kapel in het bos op landgoed en natuurgebied Landgoed Geijsteren. Het landgoed is ongeveer 700 hectare groot en bevindt zich ten westen van het dorp Geijsteren in de Nederlandse provincie Limburg. Ongeveer 500 meter ten westen van de kapel stroomt de Oostrumse Beek.
De kapel is een rijksmonument.

## Geschiedenis
In 1948 is de put en de omgeving aan een ander onderzoek onderworpen. De put bleek gebouwd te zijn in een oude veenpoel met een diameter van 12 meter. Uit stuifmeelonderzoek bleek dat de poel dateerde uit de 4e en 5e eeuw n.Chr. Op een zeker moment heeft men de veenpoel aan drie zijden (westen, noorden en oosten) omgeven door een gracht van ongeveer drie meter breed en 90 centimeter diep. In de 14e eeuw lag deze nog open, maar later stoof eerst de gracht en daarna de poel dicht. Daarna heeft men een ellipsvormige aarden wal van een meter hoog en 75 centimeter breed aangelegd die aan de zuidzijde open was. De wal omvatte een gebied van 6 x 18 meter. Ook de ringwal raakte overstoven en werd er hier een kapel gebouwd. Met de datering van de poel, het voortleven van heidense gebruiken en de connectie met de periode van kerstening, acht men het zeer waarschijnlijk dat het hier gaat om een gekerstende heidense bron.
Rond de middeleeuwse kapel zijn er diverse pre-christelijke gebruiken in ere gebleven. Op donderdag (dag van Donar, god van de donder) trouwden hier de aanzienlijken. In 1713 werd een inwoner van Swolgen veroordeeld om op drie achtereenvolgende donderdagen met een wit laken (doodskleed en kleed van Vrouw Holle) over zijn hoofd naar de Willibrorduskapel te gaan.

## Bouwwerk
De kapel is in gotische stijl gebouwd maar de plaats was reeds lang voor de bouw van deze kapel een bedevaartsoord. De kapel dateert ongeveer uit de 16e eeuw. Naast de kapel bevinden zich een eeuwenoude waterput die van oudsher bekendstaat als de heilige bron en een grenspaal uit 1551. Deze paal markeert de grens tussen het Land van Cuijk en het Land van Kessel en is thans de grens tussen de provincies Noord-Brabant en Limburg en de gemeenten Venray en Meerlo-Wanssum.
De kapel heeft aan de westzijde een topgevel. Op het dak bevindt zich een open klokkenspitsje uit de 16e eeuw. 

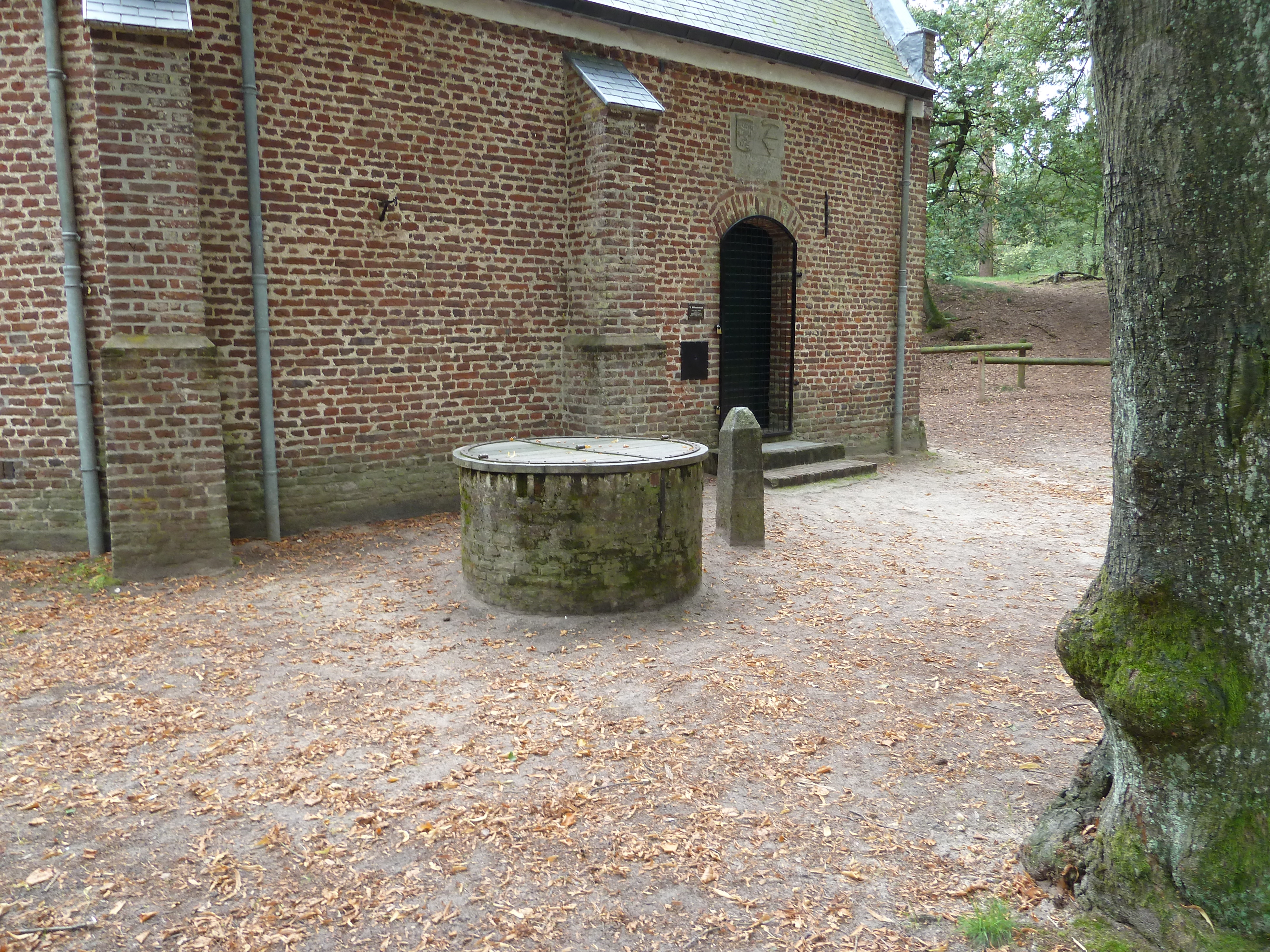
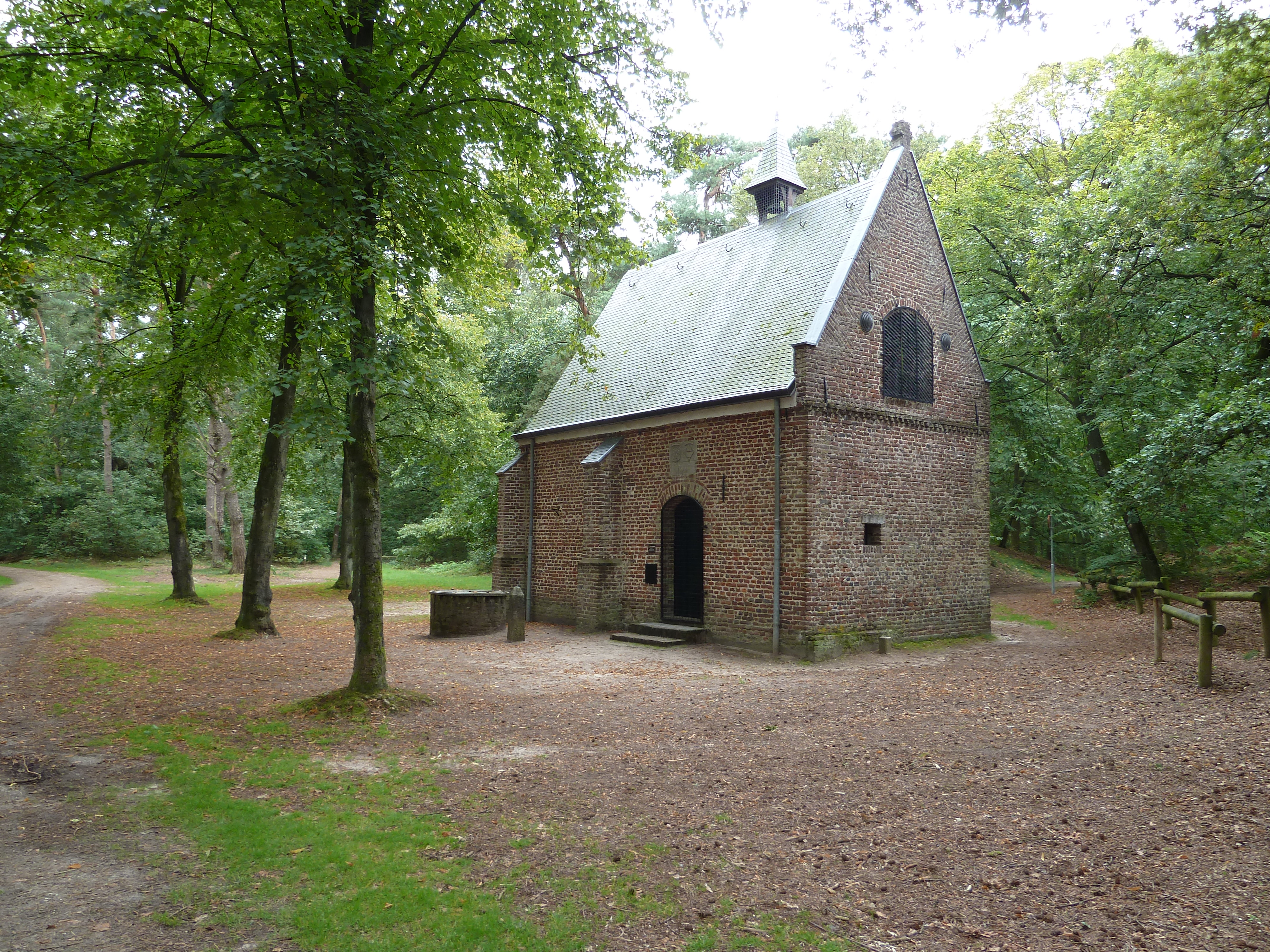